# خوزه لوئیز کادویلا
خوزه لوئیز کادویلا (انگلیسی: José Luis Capdevila؛ زادهٔ ۱۲ فوریهٔ ۱۹۸۱) بازیکن فوتبال اهل اسپانیا است.
از باشگاه‌هایی که در آن بازی کرده‌است می‌توان به باشگاه فوتبال هرکولس، باشگاه فوتبال رئال مادرید سی، باشگاه فوتبال رئال مورسیا، باشگاه فوتبال رئال مادرید، باشگاه فوتبال رئال وایادولید، باشگاه فوتبال رئال مادرید کاستیا، باشگاه فوتبال آلکورکون، و باشگاه فوتبال خرز اشاره کرد.
وی همچنین در تیم ملی فوتبال زیر ۱۶ سال اسپانیا بازی کرده‌است.